# Марија Фекете-Саливан
Марија Фекете-Саливан је рођена 1965. године у Сарајеву.

## Биографија[1]
Похађала је Факултет политичких наука у Сарајеву, те дипломирала журналистику. Са мужем Кевином један дио свог живота проводи у Сингапуру, те у Шпанију.
Поред књижевног рада, бави се и превођењем енглеског језика. Велики удио има у дигиталном издаваштву југоисточне Европе, где је основала пројекат под називом (ен.) Style Writes Now, покренут у 2010. години. Кроз тај пројекат преводи приче писаца из регије на енглески језик. Те приче су доступне широм света. У склопу овог пројекта обухваћени су готово сви познати босанскохерцеговачки књижевници који пишу за децу, као и бројни врсни писци кратких прича.
Њена прва збирка Сиренин сан објављена је 1995. године у Сингапуру, а на бошњачки језик преведена је 2003. године. Причу Сиренин сан из те збирке, објавила је на интернету, те је учинила доступном деци која желе учити страни језик.
Објављује сликовнице, бајке, приче, игроказе. Заљубљени вук, прва интерактивна дигитална сликовница и видеоигра у Босни и Херцеговини, написана је за децу са потешкоћама у развоју, те је објављена на Светски дан аутизма. Доступан је за бесплатно преузимање, а намењен је за ученје језика и математике.
Њен први роман Сарајевски зидови судбине је роман о стогодишњем путовању од рата до мира.
Вишеструко награђивана књижевница предложена је за Награду Астрид Линдгрин 2021. године. Чланица је Друштва писаца БиХ.
Живи и ради у Сарајеву.